# کشتی کارخانه

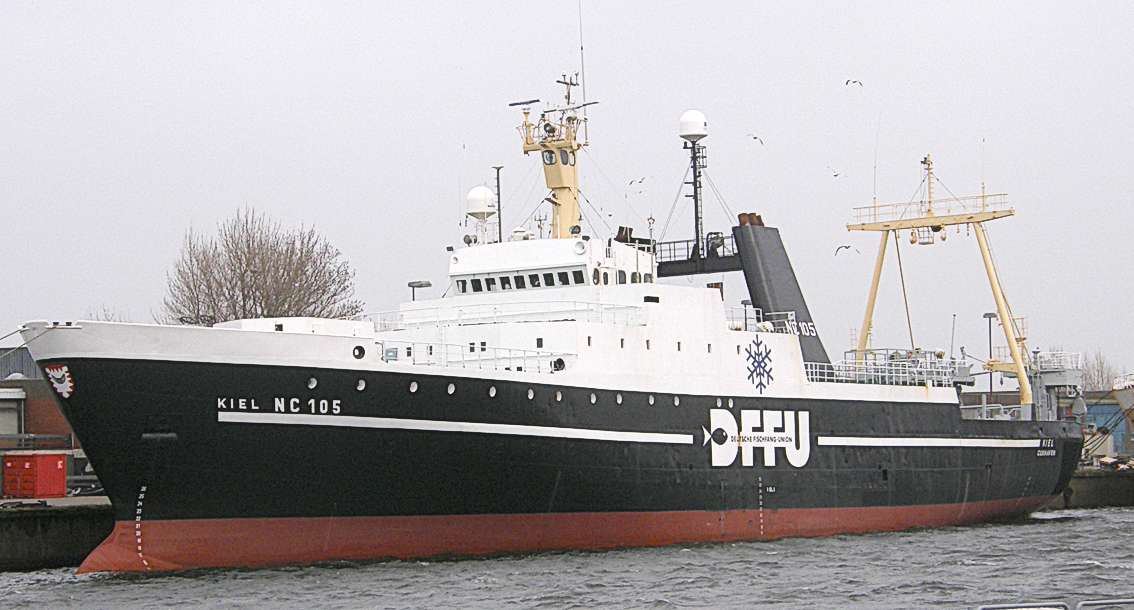
کشتی کارخانه آلمانی Kiel NC 105

کشتی کارخانه ای که به عنوان کشتی فرآوری ماهی نیز شناخته می‌شود، یک کشتی اقیانوس پیمای بزرگ است که دارای امکانات داخلی گسترده برای پردازش و انجماد ماهی یا نهنگ‌های صید شده‌است. کشتی‌های کارخانه‌ای مدرن، نسخه‌های خودکار و بزرگ‌شده کشتی‌های نهنگ قبلی هستند و استفاده از آنها برای ماهیگیری به‌طور چشمگیری افزایش یافته‌است. برخی از کشتی‌های کارخانه به عنوان یک کشتی مادر مجهز شده‌اند.
برخی از کارخانه‌های فرآوری ماهی بر روی لنج‌ها نصب می‌شوند و یک کارخانه شناور ایجاد می‌کنند که می‌توان آن را در آب‌های قابل کشتیرانی یدک‌کشید تا صید کشتی‌های ماهیگیری تجاری را دریافت کند.
کشتی ۸۱۴۵ تنی ام وی نیشین مارو، کشتی مادر ناوگان صید نهنگ ژاپن است و تنها کشتی باقیمانده کارخانه تولید نهنگ در جهان است. این کشتی متعلق به شرکت مستقر در توکیو است و با مؤسسه ژاپنی تحقیقات Cetacean قرارداد دارد.